# Coleophora lapidicornis
Coleophora lapidicornis é uma espécie de mariposa do gênero Coleophora pertencente à família Coleophoridae.